# شهرستان آن‌بیئن
شهرستان آن‌بیئن (به ویتنامی: Huyện An Biên) یک شهرستان در ویتنام است که در استان کیئن‌جانگ واقع شده‌است.

## خصوصیات
شهرستان آن‌بیئن ۴۰۰٫۲۹ کیلومترمربع مساحت و ۱۱۵٬۵۸۴ نفر جمعیت دارد.

## تقسیمات اداری
شهرستان آن‌بیئن به یک شهرک و هشت قصبه تقسیم شده است.
- شهرک‌ها (thị trấn)
  - تیبا (Thứ Ba)

- قصبه‌ها (xã)
  - تای‌ین (Tây Yên)
  - تای‌ین A (Tây Yên A)
  - دونگ‌تای (Đông Thái)
  - دونگ‌ین (Đông Yên)
  - نام‌تای (Nam Thái)
  - نام‌تای A (Nam Thái A)
  - نام‌ین (Nam Yên)
  - هونگ‌ین (Hưng Yên)